# Équipe du Mozambique de football à la Coupe d'Afrique des nations 2010
Cet article relate le parcours de l'équipe du Mozambique lors de la Coupe d'Afrique des nations 2010 organisée en Angola du 10 janvier 2010 au 31 janvier 2010.

## Effectif
Liste des 23 donnée le 2 janvier 2010. Statistiques arrêtées le 3 janvier 2010.
| Numéro / Nom       | Numéro / Nom        | Équipe                          | Sél. (but)      | Date de naissance | J.              |                 |                 |                 |                 |
| Gardiens de but    | Gardiens de but     | Gardiens de but                 | Gardiens de but | Gardiens de but   | Gardiens de but | Gardiens de but | Gardiens de but | Gardiens de but | Gardiens de but |
| ------------------ | ------------------- | ------------------------------- | --------------- | ----------------- | --------------- | --------------- | --------------- | --------------- | --------------- |
| 1                  | Bino                | Liga Muçulmana de Maputo        | 4 (0)           | 21 avril 1982     | 0               | 0               | 0               | 0               | 0               |
| 12                 | João Rafael Kapango | Al Tersana                      | 27 (0)          | 14 septembre 1975 | 3               | 0               | 2               | 0               | 0               |
| 22                 | Otshudi Lamá        | Liga Muçulmana de Maputo        | 0 (0)           | 15 janvier 1984   | 0               | 0               | 0               | 0               | 0               |
| Défenseurs         |                     |                                 |                 |                   |                 |                 |                 |                 |                 |
| 21                 | Campira             | Grupo Desportivo de Maputo      | 13 (0)          | 9 avril 1982      | 3               | 0               | 0               | 0               | 0               |
| 18                 | Dario Khan          | Al Kharitiyath Sports Club      | 20 (0)          | 24 janvier 1984   | 3               | 0               | 1               | 0               | 0               |
| 13                 | Massingue Fanuel    | Liga Muçulmana de Maputo        | 17 (1)          | 19 décembre 1982  | 1               | 0               | 0               | 0               | 0               |
| 23                 | Mexer               | Sporting Clube de Portugal      | 10 (0)          | 8 septembre 1987  | 2               | 0               | 1               | 0               | 0               |
| 16                 | Miro                | Platinum Stars Football Club    | 24 (2)          | 30 avril 1982     | 3               | 1               | 3               | 0               | 0               |
| 5                  | Paito               | FC Sion                         | 24 (0)          | 5 juillet 1982    | 3               | 0               | 0               | 0               | 0               |
| 4                  | Simão               | Panathinaïkos                   | 19 (0)          | 23 juillet 1988   | 3               | 0               | 0               | 0               | 0               |
| 15                 | Whiskey             | Clube Ferroviário de Maputo     | 13 (0)          | 6 mai 1986        | 0               | 0               | 0               | 0               | 0               |
| 19                 | Zainadine Junior    | Grupo Desportivo de Maputo      | 1 (0)           | 24 juin 1988      | 0               | 0               | 0               | 0               | 0               |
| Milieux de terrain |                     |                                 |                 |                   |                 |                 |                 |                 |                 |
| 14                 | Danito Parraque     | Clube Ferroviário de Maputo     | 14 (1)          | 5 juin 1983       | 3               | 0               | 0               | 0               | 0               |
| 7                  | Dominguês           | Mamelodi Sundowns Football Club | 27 (4)          | 13 novembre 1983  | 3               | 0               | 1               | 0               | 0               |
| 3                  | Genito              | Nea Salamina Famagouste         | 22 (1)          | 3 mars 1979       | 3               | 0               | 1               | 0               | 0               |
| 8                  | Fumo                | Olympiakos Nicosie              | 20 (1)          | 22 septembre 1979 | 2               | 1               | 0               | 0               | 0               |
| 20                 | Josimar             | Clube de Desportos Costa do Sol | 10 (1)          | 7 août 1987       | 2               | 0               | 0               | 0               | 0               |
| 2                  | Momed Hagy          | Clube Ferroviário de Maputo     | 20 (2)          | 29 mai 1985       | 3               | 0               | 1               | 0               | 0               |
| 6                  | Nelinho             | Grupo Desportivo de Maputo      | 31 (0)          | 18 mai 1971       | 0               | 0               | 0               | 0               | 0               |
| 17                 | Zé Luís             | Baladeyet Al Mahalla            | 3 (0)           | 28 mai 1989       | 0               | 0               | 0               | 0               | 0               |
| Attaquants         |                     |                                 |                 |                   |                 |                 |                 |                 |                 |
| 11                 | Helder Pelembe      | Clube de Desportos Maxaquene    | 4 (0)           | 20 septembre 1987 | 1               | 0               | 0               | 0               | 0               |
| 10                 | Dário Monteiro      | Mamelodi Sundowns Football Club | 33 (13)         | 27 février 1977   | 1               | 0               | 0               | 0               | 0               |
| 9                  | Tico-Tico           | Jomo Cosmos Football Club       | 52 (16)         | 16 août 1973      | 3               | 0               | 2               | 0               | 0               |
| Sélectionneur      |                     |                                 |                 |                   |                 |                 |                 |                 |                 |
|                    | Mart Nooij          |                                 |                 | 3 juin 1954       |                 |                 |                 |                 |                 |

 = capitaine --  Gardien de butDéfenseurMilieu de terrainAttaquantSélectionneur

## Qualifications

### 2eTour

#### Groupe 7
| Rang | Équipe        | Pts | J | G | N | P | Bp | Bc | Diff |  | Résultats (▼ dom., ► ext.) |     |     |     |     |
| ---- | ------------- | --- | - | - | - | - | -- | -- | ---- |  | -------------------------- | --- | --- | --- | --- |
| 1    | Côte d'Ivoire | 12  | 6 | 3 | 3 | 0 | 10 | 2  | +8   |  | Côte d'Ivoire              |     | 1-0 | 3-0 | 4-0 |
| 2    | Mozambique    | 8   | 6 | 2 | 2 | 2 | 7  | 5  | +2   |  | Mozambique                 | 1-1 |     | 3-0 | 1-2 |
| 3    | Madagascar    | 6   | 6 | 1 | 3 | 2 | 2  | 7  | -5   |  | Madagascar                 | 0-0 | 1-1 |     | 1-0 |
| 4    | Botswana      | 5   | 6 | 1 | 2 | 3 | 3  | 8  | -5   |  | Botswana                   | 1-1 | 0-1 | 0-0 |     |

### 3eTour

#### Groupe B
| Rang | Équipe     | Pts | J | G | N | P | Bp | Bc | Diff |  | Résultats (▼ dom., ► ext.) |     |     |     |     |
| ---- | ---------- | --- | - | - | - | - | -- | -- | ---- |  | -------------------------- | --- | --- | --- | --- |
| 1    | Nigeria    | 12  | 6 | 3 | 3 | 0 | 9  | 4  | +5   |  | Nigeria                    |     | 2-2 | 1-0 | 3-0 |
| 2    | Tunisie    | 11  | 6 | 3 | 2 | 1 | 7  | 4  | +3   |  | Tunisie                    | 0-0 |     | 2-0 | 1-0 |
| 3    | Mozambique | 7   | 6 | 2 | 1 | 3 | 3  | 5  | -2   |  | Mozambique                 | 0-0 | 1-0 |     | 1-0 |
| 4    | Kenya      | 3   | 6 | 1 | 0 | 5 | 5  | 11 | -6   |  | Kenya                      | 2-3 | 1-2 | 2-1 |     |

- Le Nigeria est qualifié pour la Coupe du monde 2010 et la CAN 2010.
- La Tunisie et le Mozambique sont qualifiés pour la CAN 2010.

## Matchs

### 1ertour

#### Groupe C
| Rang | Équipe     | Pts | J | G | N | P | Bp | Bc | Diff |  | Résultats (▼ dom., ► ext.) |  |     |     |     |
| ---- | ---------- | --- | - | - | - | - | -- | -- | ---- |  | -------------------------- |  | --- | --- | --- |
| 1    | Égypte     | 9   | 3 | 3 | 0 | 0 | 7  | 1  | +6   |  | Égypte                     |  | 3-1 | 2-0 | 2-0 |
| 2    | Nigeria    | 6   | 3 | 2 | 0 | 1 | 5  | 3  | +2   |  | Nigeria                    |  |     | 1-0 | 3-0 |
| 3    | Bénin      | 1   | 3 | 0 | 1 | 2 | 2  | 5  | -3   |  | Bénin                      |  |     |     | 2-2 |
| 4    | Mozambique | 1   | 3 | 0 | 1 | 2 | 2  | 7  | -5   |  | Mozambique                 |  |     |     |     |

| 12 janvier 2010 | Mozambique          | 2-2 | Bénin                       | Complexo da Sr. da Graça, Benguela                   |                                                      |
| 19:30 UTC+1     | Lobo 29e · Fumo 54e |     | Omotoyossi · Khan 20e (csc) | Spectateurs : 15 000 Arbitrage : Khalid Abdel Rahman | Spectateurs : 15 000 Arbitrage : Khalid Abdel Rahman |
| 19:30 UTC+1     | Rapport             |     |                             | Spectateurs : 15 000 Arbitrage : Khalid Abdel Rahman | Spectateurs : 15 000 Arbitrage : Khalid Abdel Rahman |

| 16 janvier 2010 | Égypte                    | 2-0 | Mozambique | Complexo da Sr. da Graça, Benguela             |                                                |
| 19:30 UTC+1     | Khan 47e (csc) · Gedo 81e |     |            | Spectateurs : 10 000 Arbitrage : Kokou Djaoupe | Spectateurs : 10 000 Arbitrage : Kokou Djaoupe |
| 19:30 UTC+1     | Rapport                   |     |            | Spectateurs : 10 000 Arbitrage : Kokou Djaoupe | Spectateurs : 10 000 Arbitrage : Kokou Djaoupe |

| 20 janvier 2010 | Nigeria                          | 3-0   | Mozambique | Estádio Alto da Chela, Lubango                  |                                                 |
| 17:00 UTC+1     | Odemwingie 45e 47e · Martins 86e | (1-0) |            | Spectateurs : 8 050 Arbitrage : Koman Coulibaly | Spectateurs : 8 050 Arbitrage : Koman Coulibaly |
| 17:00 UTC+1     | Rapport                          |       |            | Spectateurs : 8 050 Arbitrage : Koman Coulibaly | Spectateurs : 8 050 Arbitrage : Koman Coulibaly |